# Нормований многочлен
В алгебрі нормованим многочленом є многочлен однієї змінної, у якому старший коефіцієнт (ненульовий коефіцієнт найвищого порядку) дорівнює 1. Тобто, нормований многочлен має форму
{\displaystyle x^{n}+c_{n-1}x^{n-1}+\cdots +c_{2}x^{2}+c_{1}x+c_{0}}

## Многочлени однієї змінної
Якщо многочлен має лише одну змінну, тоді його члени, як правило, записуються або від найвищого порядку до найнижчого (спадання степені), або від найнижчого порядку до найвищого (зростання степені). Многочлен однієї змінної x степені n приймає вказану вище форму, де
cn ≠ 0, cn−1, …, c2, c1 і c0
є константами, коефіцієнтами многочлена.
Член cnxn називається старшим членом, а його коефіцієнт cn — старшим коефіцієнтом; якщо старший коефіцієнт дорівнює 1, многочлен називається нормованим.

### Властивості

#### Мультиплікативна замкненість
Множина усіх нормованих многочленів (над заданим (унітарним) кільцем A і для заданої змінної x) є замкнутою відносно множення, оскільки добуток старших членів двох нормованих многочленів є старшим членом їхнього добутку. Таким чином, нормовані многочлени утворюють мультиплікативну напівгрупу кільця многочленів A[x]. Власне, оскільки константа 1 теж є нормованим многочленом, ця напівгрупа є навіть моноїдом.

#### Часткова впорядкованість
Обмеження відношення подільності до безлічі всіх нормованих многочленів (над даними кільцем) є частково впорядкованою множиною. Причина полягає в тому, що якщо для двох нормованих многочленів p і q p(x) ділиться на q(x), а q(x) ділиться на p(x), то p і q мають бути рівними. Відповідна властивість не є справедливою для поліномів взагалі, якщо кільце містить інвертовані елементи, відмінні від 1.

#### Розв'язки алгебраїчних рівнян
Властивості нормованих многочленів та відповідних їм нормованих алгебраїчних рівнянь суттєво залежать від кільця A коефіцієнтів. Якщо A є полем, то кожен ненульовий многочлен p має рівно один асоційований нормований многочлен q; справді, q є р, поділений на свій старший коефіцієнт. Таким чином, будь-яке нетривіальне поліномне рівняння p(x) = 0 може бути замінено еквівалентним нормованим рівнянням q(x) = 0. Наприклад, загальне реальне рівняння другого ступеня
{\displaystyle \ ax^{2}+bx+c=0} (де {\displaystyle a\neq 0})
може бути замінено на
{\displaystyle \ x^{2}+px+q=0},
поклавши   p = b/a і q = c/a. Таким чином, рівняння
{\displaystyle 2x^{2}+3x+1=0}
еквівалентно нормованому рівнянню
{\displaystyle x^{2}+{\frac {3}{2}}x+{\frac {1}{2}}=0.}
Загальна формула квадратичного рішення — це дещо спрощена форма рішення:
{\displaystyle x={\frac {1}{2}}\left(-p\pm {\sqrt {p^{2}-4q}}\right).}

##### Цілісність
З іншого боку, якщо кільце коефіцієнта не є полем, є більш істотні відмінності. Наприклад, нормоване поліномне рівняння з цілими коефіцієнтами не може мати інших раціональних розв'язків, окрім цілих. Таким чином, рівняння
{\displaystyle \ 2x^{2}+3x+1=0}
може мати раціональний корінь, який не є цілим числом (у даному разі, корінь − 1/2); в той час як рівняння
{\displaystyle \ x^{2}+5x+6=0}
і
{\displaystyle \ x^{2}+7x+8=0}
можуть мати лише цілі або ірраціональні рішення.
Корені нормованого многочлена з цілими коефіцієнтами називаються алгебраїчними цілими числами .
Рішення нормованих поліноміальних рівнянь над областю цілісності є важливими в теорії цілих розширень та цілозамкнутих областей, а отже, і в алгебраїчній теорії чисел. Взагалі, припустимо, що A є областю цілісності, а також підкільцем області цілісності B. Розглянемо підмножину C множини B, що складається з тих елементів B, які задовольняють нормованим поліномним рівнянням над A:
{\displaystyle C:=\{b\in B:\exists \,p(x)\in A[x]\,,{\hbox{ що є нормованим і таким, що }}p(b)=0\}\,.}
Множина C містить A, оскільки будь-яке a ∈ А задовольняє рівнянню х — а = 0. Більше того, можна довести, що C є замкнутою відносно додавання та множення. Таким чином, C є підкільцем B. Кільце С називається цілісним замиканням A в B; або просто цілісним замиканням A, якщо B є полем часток A; а елементи C називають цілими над A. Якщо {\displaystyle A=\mathbb {Z} } (кільце цілих чисел) і {\displaystyle B=\mathbb {C} } (поле комплексних чисел), тоді C є кільцем алгебраїчних цілих чисел .

#### Незвідність
Якщо p — просте число, тоді кількість нормованих незвідних поліномів ступеня n над скінченним полем {\displaystyle GF(p)} з p елементами дорівнює функції підрахунку намиста {\displaystyle N_{p}(n)}.
Якщо усунути обмеження нормованості, це число стає {\displaystyle (p-1)N_{p}(n)} .
Загальна кількість коренів цих монічних невідводимих многочленів становить {\displaystyle nN_{p}(n)}. Це кількість елементів поля {\displaystyle GF(p^{n})}(з {\displaystyle p^{n}} елементів), які не належать до жодного меншого поля.
Для p=2 такі поліноми зазвичай використовуються для генерації псевдовипадкових двійкових послідовностей.

## Багатовимірні многочлени
Зазвичай термін нормований не використовується для поліномів кількох змінних. Однак многочлен кількох змінних може розглядатися як многочлен лише «останньої» змінної, але з коефіцієнтами, що є поліномами інших. Це можна зробити декількома способами, залежно від того, яка із змінних обрана як «остання». Наприклад, дійсний многочлен
{\displaystyle \ p(x,y)=2xy^{2}+x^{2}-y^{2}+3x+5y-8}
є нормованим, якщо розглядати його як елемент у R[y][x], тобто, як одновимірний поліном по змінній х з коефіцієнтами, які самі по собі є одновимірними многочленами по у:
{\displaystyle p(x,y)=1\cdot x^{2}+(2y^{2}+3)\cdot x+(-y^{2}+5y-8)};
але p(x,y) не є нормованим як елемент R[x][y], оскільки тоді найвищий коефіцієнт ступеня (тобто коефіцієнт при y2) дорівнює 2х − 1.
Існує альтернативна домовленість, яка може бути корисною, наприклад, в контексті базисів Грьобнера: многочлен називається нормованим, якщо його старший коефіцієнт (як багатовимірний многочлен) дорівнює 1. Іншими словами, припустимо, що p = p (x1, …, xn) — ненульовий многочлен n змінних, і що на множині всіх (нормованих) одночленів існує заданий одночленний порядок по цим змінним, тобто загальний порядок вільного комутативного моноїда, породженого x1, …, xn, з одиницею у якості найнижчого елемента і з урахуванням множення. У цьому випадку цей порядок визначає найвищий не зникаючий член у p, і p можна називати нормованим, якщо цей член має коефіцієнт 1.
«Нормовані багатоваріантні многочлени» згідно з будь-яким визначенням мають деякі властивості «звичайних» (одновимірних) нормованих многочленів. Зокрема, добуток нормованих многочленів теж є нормованим.